# Линколншир
Линколншир (енгл. Lincolnshire) је грофовија на истоку Енглеске. Источну границу грофовије чини обала Северног мора. Са 6 959 km² то је друга највећа грофовија Енглеске (после Северног Јоркшира). Линколншир се граничи са грофовијама: Норфок, Кембриџшир, Ратланд, Лестершир, Нотингемшир, Јужни Јоркшир и Нортхемптоншир (ова граница је дуга свега 19 метара). Главни град је Линколн, где је и седиште већа Линколншира.
Линколншир је пољопривредна регија у којој се гаји жито, хмељ, шећерна репа и уљана репица. У јужном делу Линколншира земља је плоднија и користи се за узгој поврћа. Данас се сезонским пољопривредним пословима у Линколнширу бави велики број емиграната из Централне и источне Европе. Нема индустрије па су саобраћајне везе слабије развијене.

## Администрација
Веће грофовије обједињује седам управних јединица: Бостон, Ист Линдси, Линколн, Саут Холанд, Норт Кестевен, Саут Кестевен, Вест Линдси. Постоје још две аутономне управне јединице: Северни Линколншир и Североисточни Линколншир. 